# Feta
Feta je slaný sýr s drobivou strukturou původem z Řecka. Záznamy o něm sahají až do starověku. Vyrábí se z čerstvého ovčího a kozího mléka, nejčastěji v poměru 70 % ovčího a 30 % kozího mléka.

## Pojmenování
Název je odvozen od řeckého „feta“, které znamená nakrájet, což odkazuje na jeden z důležitých kroků výroby – krájení na bloky. Prvním krokem výroby je přidání syřidla a kaseinu do pasterizovaného nebo syrového mléka, posledním krokem je ponoření fety do slaného nálevu a následné zrání, které trvá několik týdnů až měsíců. Vzhledově podobný balkánský sýr se od fety zásadně liší tím, že se vyrábí z pasterovaného kravského mléka. 

## Užití
Dá se využít jak ve studené, tak i v teplé kuchyni. Používá se při přípravě řeckého salátu, či těstovin. Lze jím obohatit zapékané pokrmy z brambor, masa a zeleniny. Zeleninovým salátům přidává na pikantnosti, ale dá se jíst i jen tak se světlým chlebem.